# Cyrnus monserrati
Cyrnus monserrati là một loài Trichoptera trong họ Polycentropodidae. Chúng phân bố ở miền Cổ bắc.